# Coniopteryx venustula
Coniopteryx venustula är en insektsart som beskrevs av Walter Rausch och H. Aspöck 1978. Coniopteryx venustula ingår i släktet Coniopteryx och familjen vaxsländor. Inga underarter finns listade i Catalogue of Life.